# Хопкинс, Томас Джонс
То́мас Джонс Хо́пкинс (англ. Thomas Johns Hopkins; 28 июля 1930 — 20 февраля 2021) — американский религиовед, историк религии и индолог, член Американского религиоведческого общества, заслуженный профессор религиоведения в отставке Колледжа Франклина и Маршалла. Автор монографии The Hindu Religious Tradition (1971), которая вот уже несколько десятилетий используется как стандартное учебное пособие по индуизму в большинстве американских вузов.

## Биография
В 1948 году окончил старшую школу имени Стивена Ф. Остина в городе Брайане (Техас). В 1953 году окончил Колледж Вильгельма и Марии, получив степень бакалавра наук по физике. В том же году получил степень бакалавра естественных наук в области механической инженерии в Массачусетском технологическом институте. Тема выпускной работы: «Theoretical and Experimental Analysis of a Regenerative Turbine Pump, the Sta-Rite H-7». В 1958 году получил степень бакалавра богословия в Йельской богословской школе, где специализировался на христианстве, культуре и миссионерской деятельности за рубежом. В 1959 году получил учёную степень магистра по религиоведению в Йельском университете. В 1962 году там же защитил докторскую диссертацию на тему «The Vaishnava Bhakti Movement in the Bhagavata Purana» («Вайшнавское движение бхакти в „Бхагавата-пуране“») и получил учёную степень доктора философии по сравнительному религиоведению. Его научным руководителем был профессор Норвин Хейн. В своей диссертации Хопкинс провёл анализ социального учения «Бхагавата-пураны». Параллельно Хопкинс изучал санскрит (под руководством Пауля Тиме), социологию религии и историю Индии.
В 1962—1996 годах Хопкинс был профессором религиоведения в Колледже Франклина и Маршалла. С 1996 года — заслуженный профессор в отставке. В 1998—1999 годах исполнял обязанности академического директора Оксфордского центра индуистских исследований.

## Направления научных исследований
Направления научных исследований: индийские религии, индуизм и вайшнавизм. Хопкинс опубликовал работы о самых разных аспектах индийской религиозной жизни: от индской цивилизации до современного бенгальского вайшнавизма. В 1967 году Хопкинс стал первым учёным, занявшимся изучением Международного общества сознания Кришны (ИСККОН).
В 1971 году было опубликовано первое издание монографии Хопкинса «The Hindu Religious Tradition» («Индуистская религиозная традиция»). К концу 1980-х годов монография использовалась в 80 % вводных курсов по индуизму, преподаваемых членами Американской академии религии в вузах США.
Интерес Хопкинса к вайшнавским традициям бхакти привёл его в 1966 году к встрече с Бхактиведантой Свами Прабхупадой (1896—1977), в том же году основавшим в Нью-Йорке Международное общество сознания Кришны (ИСККОН). В результате, Хопкинс заинтересовался зарождавшимся в те годы ИСККОН и занялся изучением его истории и богословия.

## Личная жизнь
Был женат. Жил в городе Ланкастер (штат Пенсильвания).

## Избранная библиография

### Диссертации
- Thomas J. Hopkins, Luis R. Lazo. Theoretical and Experimental Analysis of a Regenerative Turbine Pump, the Sta-Rite H-7. — Cambridge, MA: Massachusetts Institute of Technology, 1953. — ii, 45 p.
- Thomas J. Hopkins. The Vaishnava Bhakti Movement in the Bhāgavata Purāṇa. — New Haven, CT: Yale University, 1962. — iii, 351 p. (недоступная ссылка)

### Монографии
- Thomas J. Hopkins. The Hindu Religious Tradition. — Encino, CA: Dickenson Publishing, 1971. — x, 156 p. — (The Religious Life of Man). — ISBN 0822100223.

### Сборники статей (редактор-составитель)
- David J. Dell, Thomas J. Hopkins, et al. Guide to Hindu Religion. — Boston: Hall, 1981. — xxvi, 461 p. — (The Asian Philosophies and Religions Resource Guides). — ISBN 0816179034.

### Статьи и главы в книгах
- Thomas J. Hopkins. The Social Teaching of the Bhāgavata Purāṇa // Milton B. Singer Krishna: Myths, Rites, and Attitudes. — Honolulu: East-West Center Press, 1966. — С. 3-22.
- Thomas J. Hopkins. The Vision of the Purushottama in Essays on the Gita // Robert A. McDermott Six Pillars: Introduction to the Major Works of Sri Aurobindo. — Chambersburg, PA: Wilson Books, 1974. — С. 61-96. — ISBN 0890120013.
- Thomas J. Hopkins, Steven J. Gelberg. Interview With Thomas J. Hopkins // Steven J. Gelberg Hare Krishna, Hare Krishna: Five Distinguished Scholars on the Krishna Movement in the West, Harvey Cox, Larry D. Shinn, Thomas J. Hopkins, A.L. Basham, Shrivatsa Goswami. — New York: Grove Press, 1983. — С. 101-161. — ISBN 0394624548.
- Thomas J. Hopkins. Hindu Sects in America: The Kṛṣṇa Consciousness Example // Peter Gaeffke, David Utz Identity and Division in Cults and Sects in South Asia. — Philadelphia: Department of South Asia Regional Studies, 1984. — С. 174-188.
- Thomas J. Hopkins. Die Entwicklung der Bewegung für Krishna-Bewusstsein als religiöser Institution // Edmund Weber Krishna im Westen. — Frankfurt am Main; New York: Peter Lang, 1985. — ISBN 3820489037.
- Thomas J. Hopkins. How to study Hinduism // Religion and Public Education. — 1987. — Вып. 14, № 1. — С. 43-48. — ISSN 1056-7224.
- Thomas J. Hopkins. Ārya Samāj // Mircea Eliade, Charles J. Adams The Encyclopedia of Religion. — New York: Macmillan, 1987. — Т. 1. — ISBN 0029094801.
- Thomas J. Hopkins. Brāhmo Samāj // Mircea Eliade, Charles J. Adams The Encyclopedia of Religion. — New York: Macmillan, 1987. — Т. 2. — С. 299-300. — ISBN 002909710X.
- Thomas J. Hopkins. Dayananda Sarasvati // Mircea Eliade, Charles J. Adams The Encyclopedia of Religion. — New York: Macmillan, 1987. — Т. 4. — С. 246-247. — ISBN 0029097304.
- Thomas J. Hopkins, Alf Hiltebeitel. Indus Valley Religion // Mircea Eliade, Charles J. Adams The Encyclopedia of Religion. — New York: Macmillan, 1987. — Т. 7. — С. 215-223. — ISBN 0029097800.
- Thomas J. Hopkins. Saura Hinduism // Mircea Eliade, Charles J. Adams The Encyclopedia of Religion. — New York: Macmillan, 1987. — Т. 13. — С. 85-86. — ISBN 0029098408.
- Thomas J. Hopkins. Vivekananda // Mircea Eliade, Charles J. Adams The Encyclopedia of Religion. — New York: Macmillan, 1987. — Т. 15. — С. 292-293. — ISBN 0029098807.
- Thomas J. Hopkins. The Rediscovery of the Bhagavadgita in Modern India // Journal of South Asian literature. — East Lansing, Michigan: Asian Studies Center, Michigan State University, 1988. — Т. 23, № 2.
- Thomas J. Hopkins. The Social and Religious Background for Transmission of Gaudiya Vaisnavism in the West //  / David G. Bromley, Larry D. Shinn. — Krishna Consciousness in the West. — Lewisburg: Bucknell University Press, 1989. — P. 35-54. — 295 p. — ISBN 083875144X.
- Thomas J. Hopkins. Hindu Views of Death and Afterlife // Hiroshi Ōbayashi Death and Afterlife: Perspectives of World Religions. — New York: Greenwood Press, 1992. — ISBN 0313279063.
- Thomas J. Hopkins. Why Should ISKCON Study Its Own History? (недоступная ссылка — история) // ISKCON Communications Journal. — 1998. — Т. 6, № 2. — ISSN 1358-3867.
- Thomas J. Hopkins. Orthodoxy Vs. Devotionalism: Tension and Adjustment in the Vaiṣṇava Tradition // Journal of Vaishnava Studies. — 1998. — Вып. 6, № 1. — С. 5-16. — ISSN 1062-1237.
- Thomas J. Hopkins. Foreword by Thomas J. Hopkins // Shukavak N. Dasa Hindu Encounter With Modernity: Kedarnath Datta Bhaktivinoda, Vaiṣṇava Theologian. — Los Angeles: SRI, 1999. — С. vii-x. — ISBN 188975630X.
- Thomas J. Hopkins. A Comparative Look at the Issue of Authority (недоступная ссылка — история) // ISKCON Communications Journal. — 2001. — Т. 8, № 2. — ISSN 1358-3867.
- Thomas J. Hopkins. ISKCON's Search for Self-Identity: Reflections by a Historian of Religions // Graham Dwyer, Richard J. Cole The Hare Krishna Movement: Forty Years of Chant and Change. — London: I.B. Tauris, 2007. — С. 171-192. — ISBN 1845114078.